# Wichita Mark 40
 (mars 2025).
Le Mark 40 est un pistolet à culasse à verrou produit aux États-Unis par Wichita Arms. Il est essentiellement destiné au tir sportif sur silhouettes métalliques.

## Historique
Ce pistolet est conçu dans les années 1980 par Wichita Arms spécialement pour les compétitions de Tir à la silhouette métallique selon les règles de l’International Handgun Merallic Silhouette Association.

## Description
Le Mark 40 est un pistolet à un coup et culasse à verrou, dont le verrouillage est assuré par trois ergots. Cette solidité du verrouillage est rendue nécessaire par l’utilisation d’une cartouche de fusil, dont la puissance est considérablement plus importante que les munitions habituelles de pistolet. La version standard est chambrée en .308 Winchester, mais l’arme est également disponible en 7 mm IHMSA, une cartouche wildcat basée sur le .308 Winchester et spécialement faite pour le tir sur silhouettes métalliques. Le besoin de solidité résulte en une arme assez lourde, qui pèse 4,5 livres (2 041 g) à vide. Par sécurité, la culasse est également percée de trois trous permettant aux gaz de s’échapper en cas de dysfonctionnement d’une cartouche.
Du fait de l’usage de l’arme, un soin particulier est apporté aux organes de visée, qui sont d’un type propre à Wichita Arms, le Wichita Multi-Quick : le guidon est de type poteau dans un tube et est ajustable en élévation, tandis que la hausse est de type ouvert, avec une encoche courbée, et est ajustable en dérive et en élévation. La hausse dispose également d’un bouton permettant de la régler facilement à une valeur prédéterminée. Le long canon de 13 pouces (330 mm) ainsi que la poignée en fibre de verre avec repose-pouce contribuent également à améliorer la précision de l’arme. Celle-ci est considérée comme excellente, le Mark 40 permettant de grouper les tirs dans un cercle de cinq centimètres à une distance de quatre-vingt-dix mètres.